# Joaçaba (ort)
Joaçaba är en ort i Brasilien.   Den ligger i kommunen Joaçaba och delstaten Santa Catarina, i den södra delen av landet, 1 300 km söder om huvudstaden Brasília. Joaçaba ligger 551 meter över havet och antalet invånare är 23 516.
Terrängen runt Joaçaba är huvudsakligen lite kuperad. Joaçaba ligger nere i en dal. Det finns inga andra samhällen i närheten.
I omgivningarna runt Joaçaba växer huvudsakligen savannskog. Runt Joaçaba är det ganska glesbefolkat, med 21 invånare per kvadratkilometer.